# 切羅基鎮區 (愛荷華州切羅基縣)
切羅基鎮區（英語：Cherokee Township）是位於美國愛荷華州切羅基縣的一個行政鎮區。

## 地方資料
根據2010年美國人口普查的數據，切羅基鎮區的面積為93.19平方千米，當中陸地面積為93.10平方千米，而水域面積為0.09平方千米。當地共有人口6073人，而人口密度為每平方千米65.17人。